# Diouroup
Diouroup ist eine Gemeinde (commune) im Département Fatick der Region Fatick, gelegen im zentralen Westen Senegals. Sie besteht aus dem namensgebenden Hauptort (chef-lieu) sowie weiteren Dörfern (villages) und Weilern (hameaux).

## Geographische Lage
Die Gemeinde Diouroup liegt im Erdnussbecken Senegals. Der Hauptort Diouroup liegt 13 Kilometer westlich der Départementspräfektur Fatick und 106 Kilometer südöstlich der Hauptstadt Dakar. Das Gemeindegebiet hat eine Fläche von 210,50 km². Benachbarte Kommunen sind im Uhrzeigersinn Diarrère im Norden, Niakhar, Fatick und Mbéllacadiao im Osten, Loul Sessène im Süden und im Westen Tattaguine.

## Geschichte
Das Dorf Diouroup war seit 1972 Hauptort einer Landgemeinde (communauté rurale) und die erhielt 2014, wie in Senegal alle communautés rurales, den landesweit einheitlichen Status einer Gemeinde (commune).

## Bevölkerung
Die letzten Volkszählungen ergaben jeweils folgende Einwohnerzahlen:
| Jahr | Einwohner |
| ---- | --------- |
| 1988 | 13.655    |
| 2002 | 16.497    |
| 2013 | 23.213    |
| 2023 | 26.348    |

Nach dem Zensus 1988 umfasste die Landgemeinde Diouroup neun Dörfer. Der Hauptort Diouroup hatte damals 1336 Einwohner und lag damit nach Einwohnerzahl in der Landgemeinde an zweiter Stelle nach dem Dorf Fayil (2043 Einwohner).

## Verkehr
Diouroup liegt an der Nationalstraße N 1 zwischen Fatick und Mbour.